# 芙蓉田站

芙蓉田站是一座位于海南省白沙黎族自治县芙蓉田农场的火车站，位于海南西环铁路K140+803处。该站是2014年扩能改造时增建的会让站，不办理客货运业务，现为五等站。